# Пруды (Владимирская область)
Пруды — деревня в Суздальском районе Владимирской области, входит в состав Селецкого сельского поселения. 

## География
Деревня расположена на берегу речки Уечка в 16 км на юго-восток от райцентра города Суздаль близ автодороги 17К-7 Камешково – Ляховицы – Суздаль.

## История
В конце XIX — начале XX века деревня входила с состав Быковской волости Суздальского уезда. В 1859 году в деревне числилось 38 дворов, в 1905 году — 67 дворов, в 1926 году — 89 хозяйств.
С 1929 года деревня являлась центром Прудовского сельсовета Суздальского района, с 1940 года — в составе Ляховицкого сельсовета, с 1956 года — в составе Кидекшанского сельсовета, с 1974 года — в составе Селецкого сельсовета, с 2005 года — в составе Селецкого сельского поселения.

## Население
| 1859 | 1905 | 1926 |
| ---- | ---- | ---- |
| 237  | 373  | 391  |

| 1859 | 1905 | 1926 | 2002 | 2010 | 2021 |
| ---- | ---- | ---- | ---- | ---- | ---- |
| 237  | ↗373 | ↗391 | ↘10  | →10  | ↗40  |